# Круги (Московская область)
Круги́ — село в муниципальном округе Егорьевск Московской области России. 

## География
Село Круги расположено в юго-западной части муниципального округа Егорьевск, примерно в 24 километрах к юго-востоку от города Егорьевск. В 3 километрах к востоку от села протекает река Цна. Высота над уровнем моря 129 метров.

## Название
В письменных источниках упоминается как Круги (1577), Никольское (Кручи) (XVIII век). Впоследствии за селом закрепилось название Круги.
Название Никольское от церкви Николая Чудотворца. Наименование Круги связано с некалендарным личным именем Круг.

## История
До отмены крепостного права село принадлежало помещице Самойловой. После 1861 года село вошло в состав Круговской волости Егорьевского уезда.
В 1926 году село входило в Круговский сельсовет Лелеческой волости Егорьевского уезда.
До 1994 года Круги входили в состав Бобковского сельсовета Егорьевского района, в 1994—2004 годы — Бобковского сельского округа, а в 2004—2006 годы — Раменского сельского округа.
Входит в состав сельского поселения Раменское.

## Демография
В 1885 году в селе проживало 236 человек, в 1905 году — 252 человека (126 мужчин, 126 женщин), а в усадьбе церковного причта 15 человек (9 мужчин и 6 женщин), в 1926 году — 216 человек (98 мужчин, 118 женщин). По переписи 2002 года — 44 человека (21 мужчина, 23 женщины). Население — 49 чел. (2010).
| 1859 | 1868 | 1885 | 1905 | 1926 | 2002 | 2006 |
| ---- | ---- | ---- | ---- | ---- | ---- | ---- |
| 271  | ↘252 | ↘236 | ↗267 | ↘216 | ↘44  | ↘41  |
| 2010 |      |      |      |      |      |      |
| ↗49  |      |      |      |      |      |      |

## Экология
В настоящее время администрацией городского округа Егорьевск инициировано строительство временной площадки накопления отходов (ОПН) в непосредственной близости от деревень Поцелуево и Круги. Работы начаты в апреле 2018 года. ОПН располагается на площади в 12 Га. Создана временная дорога к площадке, ведётся укладка геомембраны. Все работы ведутся без какой-либо разрешительной документации.
Параллельно инициирована смена назначения ещё 80 гектар земли. Новое назначение земли - обращение с отходами, что говорит о планах создания полноценного полигона ТБО.
Размещение ОПН и планы по созданию полигона ТБО вызвало возмущение жителей городского округа Егорьевск, которые создали инициативную группу для противодействия строительству.